# Osram
OSRAM Licht AG зі штаб-квартирою в Мюнхені, Німеччина, є глобальною компанією з 33 заводами у 14 країнах, яка виробляє електричні й електронні лампи. З 1978 по 2013 роки Osram була дочірнім підприємством Siemens AG. З 5 липня 2013 року компанію OSRAM було відокремлено від Siemens, і 8 липня 2013 року на Франкфуртській фондовій біржі почався лістинг акцій.

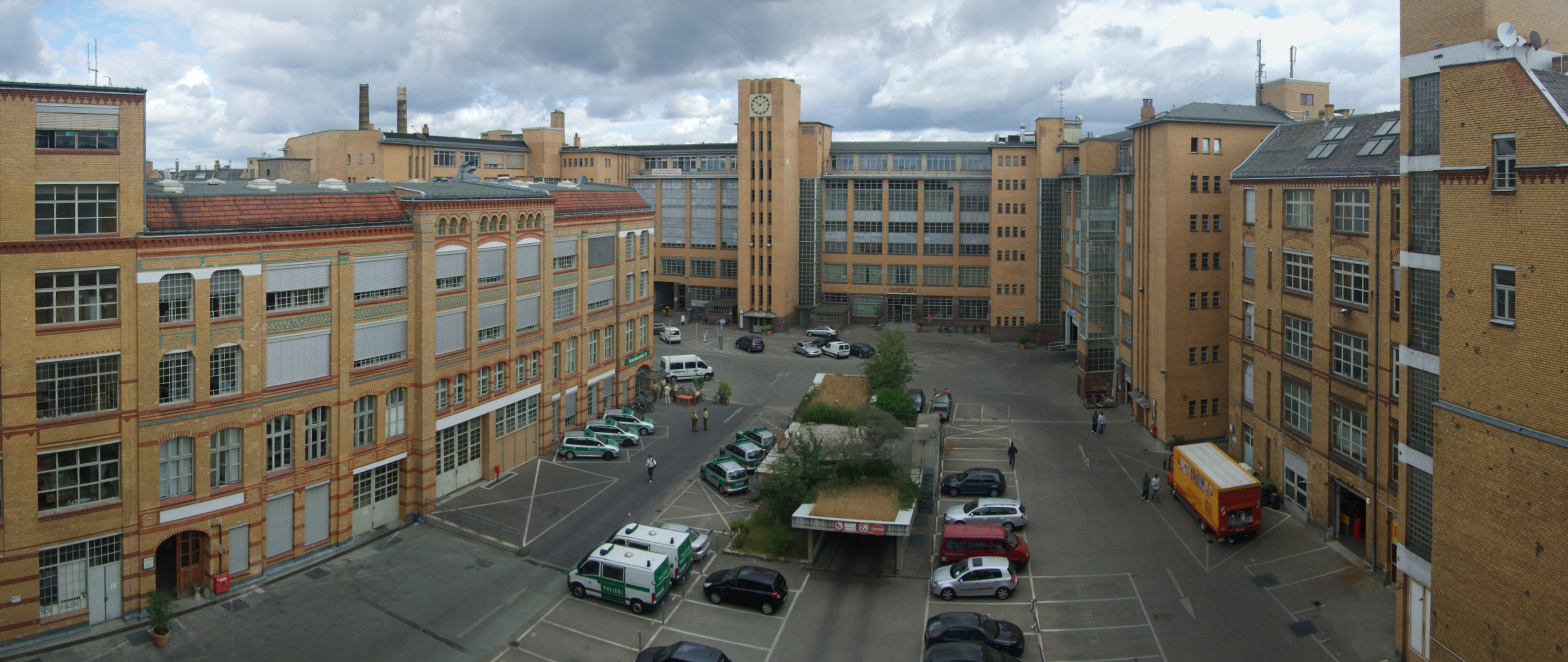
Завод OSRAM у Берліні

## Історія
Серед галузей електротехнічної промисловості, які найшвидше зростали до Першої світової війни, було виробництво ламп розжарення. Оскільки в лампочках, які випускалися з 1905 року, нитка розжарення виготовлялася з осмію та вольфраму, Карл Ауер фон Вельсбах вигадав назву OSRAM. Це об'єднало початкові літери осмію (OS) та кінцеві, вольфраму (RAM) — металів з дуже високою температурою плавлення — близько 3000....3400 градусів Цельсія.
10 березня 1906 року німецький Gasglühlicht інститут оголосив товарний знак OSRAM щодо «Електричні лампи розжарювання і дугові лампи» в колишньому імператорському патентному відомстві Берлінського університету; 17 квітня 1906 року його було записано під номером 86,924 як товарний знак Довідника патентного відомства.
У 1930-і роки Osram став одним з найбільших у світі виробників ламп. Частка ринку у Німеччині становила більш ніж 70 %. Задля того, щоб опанувати закордонні ринки, за участю іноземного капіталу було створено численні торгові точки у вигляді компаній. Отже, на той час вже були офіси продажів у Шанхаї та Ріо-де-Жанейро. Переваги на світовому ринку компанія Osram досягла не в останню чергу, за рахунок жвавого обміну досвідом з виробниками на міжнародному рівні.

## Продукція
Компанія випускає/ла, зокрема: світильники, системи керування освітленням, світлодіодні лампи, 

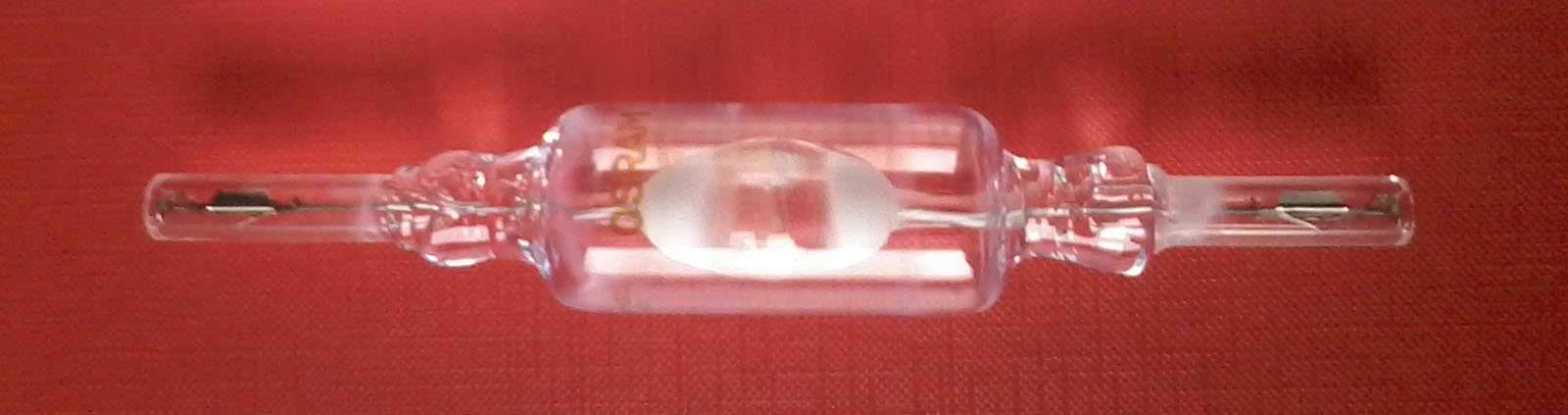
Металгалогенова лампа OSRAM

люмінесцентні лампи, компактні люмінесцентні лампи (енергоощадні лампи), газорозрядні лампи, галогенні лампи, світлодіодні модулі і легкі двигуни, електронні баласти і лампи для спеціальних застосувань, як от: театрів, студій і зі зворотним світловим ефектом. В галузі автомобільного освітлення, Osram є провідною компанією у світі. Osram забезпечила світлом, 7 з 12 стадіонів під час чемпіонату світу з футболу 2014 року. Крім того, наприкінці 2014 року, було введено в дію, LED освітлення від компанії OSRAM у римській Сікстинській капелі. Osram Opto Semiconductors GmbH також, виробляє світлодіоди, органічні світлодіоди високої потужності, лазерні діоди, інфрачервоні компоненти і оптичні давачі. В OSRAM GmbH, також виробляються і продаються готові до використання, світлодіодні модулі у поєднанні з керуванням та баластами, задля освітлення. Виробничі майданчики є, насамперед, у Регенсбургу, Пенангу у Малайзії і в усьому Китаї.

## Культурна взаємодія
З 1966 року Osram опікується власною галереєю в Мюнхенській штаб-квартирі компанії у культурній сфері. З 2001 року там створено колекцію для підтримки молодого мистецтва. Щоби відзначити власний ювілей, 2006 року компанія представила платформи для проєктів цифрових творів мистецтва у публічному просторі з «Семи екранів» зі світлодіодним підсвічуванням. Зобов'язання діє з 2006 року під назвою OSRAM Art Projects. З 2013 року, участь із врученням мистецької «LIO — премії Art OSRAM Light» було продовжено. Неодноразово були технічними партнерами Eurovision Song Contest, зокрема, у 2019 році.